# デビッド・カーペンター (1985年生の投手)
ダレル・デビッド・カーペンター（Darrell David Carpenter, 1985年7月15日 - ）は、アメリカ合衆国ウェストバージニア州モーガンタウン出身のプロ野球選手（投手）。右投右打。現在はフリーエージェント (FA)。

## 経歴

### プロ入りとカージナルス傘下時代
2006年のMLBドラフト12巡目（全体376位）でセントルイス・カージナルスから捕手として指名され、6月13日に契約。契約後、傘下のA-級ステート・カレッジ・スパイクスでプロデビュー。37試合に出場して打率.189、9打点、1盗塁を記録した。
2007年はルーキー級ガルフ・コーストリーグ・カージナルスで2試合に出場し、7月にA-級バタビア・マックドッグスへ昇格。A-級バタビアでは38試合に出場して打率.221、1本塁打、8打点、1盗塁を記録した。
2008年はA級クアッドシティーズ・リバーバンディッツで8試合に出場後、A+級パームビーチ・カージナルスへ昇格。A+級パームビーチでは12試合に出場して打率.175、1本塁打、3打点を記録した。7月からルーキー級ガルフ・コーストリーグ・カージナルスでプレーし、投手へ転向。9試合に登板して0勝0敗3セーブ、防御率1.04、9奪三振を記録した。8月からはアパラチアンリーグのルーキー級ジョンソンシティ・カージナルスでプレーし、6試合の登板で防御率3.00、8奪三振を記録した。
2009年はA級クアッドシティーズでプレーし、52試合に登板して5勝3敗12セーブ、防御率4.28、77奪三振を記録した。
2010年はA+級パームビーチでプレーし、49試合に登板して5勝3敗20セーブ、防御率2.36、50奪三振を記録した。

### アストロズ時代

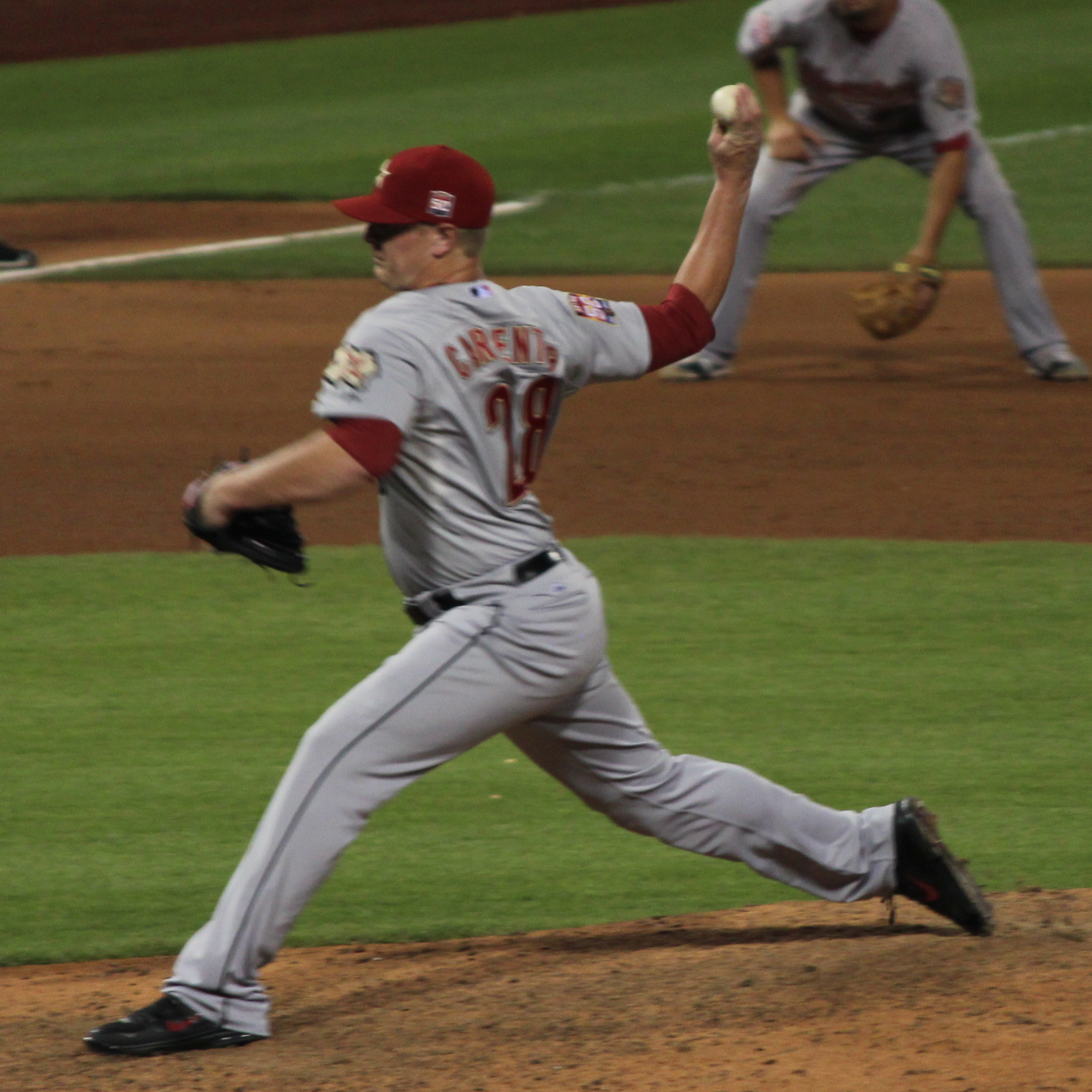
アストロズ時代(2012年7月2日)

2010年8月19日にペドロ・フェリスとのトレードで、ヒューストン・アストロズへ移籍した。移籍後は傘下のA+級ランカスター・ジェットホークスでプレーし、6試合に登板して1勝1敗、防御率3.52、8奪三振を記録した。オフの11月19日にアストロズとメジャー契約を結び、40人枠入りした。
2011年3月14日にAAA級オクラホマシティ・レッドホークスへ配属され、開幕を迎えた。6月29日にメジャーへ昇格し、翌30日のテキサス・レンジャーズ戦でメジャーデビュー。7点リードの8回表から登板し、1回を無安打無失点1奪三振に抑えた。この年は34試合に登板して1勝3敗1セーブ、防御率2.93、29奪三振を記録した。
2012年2月23日にアストロズと1年契約に合意。開幕後はリリーフとして定着していたが、5月に入ると失点が目立ち、5月15日にAAA級オクラホマシティへ降格した。5月28日に不調のエネリオ・デルロサリオに代わってメジャーへ再昇格した。昇格後は16試合に登板したが、防御率8.36と結果を残せず、7月9日にAAA級オクラホマシティへ降格した。アストロズでは30試合に登板して0勝2敗、防御率6.07、27奪三振を記録した。

### ブルージェイズ時代
2012年7月20日にジョー・マスグローブ、カルロス・ペレス、デビッド・ロリンズ、アッシャー・ウォジェハウスキー、フランシスコ・コルデロ、ベン・フランシスコ、後日発表選手とのトレードで、J.A.ハップ、ブランドン・ライオンと共にトロント・ブルージェイズへ移籍した。移籍後はAAA級ラスベガス・フィフティワンズでプレーしていたが、8月10日にブレット・ロウリーが故障者リスト入りしたため、メジャーへ昇格。この年はブルージェイズが起用した32人目の投手（当時球団記録）となったが、8月11日にAAA級ラスベガスへ降格した。9月7日に再びメジャーへ昇格。この年ブルージェイズでは3試合に登板して防御率30.38・4奪三振の成績を残した。オフの10月21日にマイク・アビレスとのトレードでボストン・レッドソックスへ移籍。アビレスは当時ブルージェイズ監督のジョン・ファレルとのトレードという形だったが、実際に選手と監督をトレードすることができないため、代わりにカーペンターがトレード相手となった。11月20日にDFAとなり、11月26日にレッドソックスとマイナー契約を結んだ。

### ブレーブス時代
2012年11月30日にウェイバー公示を経てアトランタ・ブレーブスへ移籍した。
2013年3月26日にAAA級グウィネット・ブレーブスへ配属され、開幕を迎えた。4月20日にブレイク・デウィットが故障者リスト入りしたため、メジャーへ昇格したが、登板機会のないまま、22日に降格。4月30日にルイス・アヤラが故障者リスト入りしたため、再昇格した。昇格後はリリーフとしてメジャーに定着し、56試合に登板して4勝1敗、防御率1.78、74奪三振を記録した。
2014年2月25日にブレーブスと1年契約に合意した。この年は65試合に登板して6勝4敗3セーブ、防御率3.54、67奪三振を記録した。

### ヤンキース時代
2015年1月1日にマニー・バニュエロスとのトレードで、チェイスン・シュリーブと共にニューヨーク・ヤンキースへ移籍した。6月3日にDFAとなった。ヤンキースでは22試合に登板し、0勝1敗、防御率4.82、WHIP1.45という成績を記録していた。また、通算200試合登板も達成した。

### ナショナルズ時代
2015年6月11日にトニー・レンダとのトレードで、ワシントン・ナショナルズへ移籍した。ナショナルズ加入後は8試合にしか投げなかったが、防御率1.50、WHIP1.17を記録して投球内容は上向いた。シーズン全体では30試合に投げ、防御率4.01、9四球、15奪三振、WHIP1.38という成績を残した。オフの11月18日に40人枠から外れる形で傘下のAAA級シラキュース・チーフスに降格となり、同日FAとなった。

### ナショナルズ退団後
2015年11月24日にブレーブスとマイナー契約を結んだ。
2016年、スプリングトレーニングでは3月4日の試合で1イニングを無失点で抑えたが、翌5日に自由契約となった。11日にタンパベイ・レイズとマイナー契約を結んだが、30日に自由契約となる。4月7日に独立リーグであるアトランティックリーグのブリッジポート・ブルーフィッシュと契約。5月10日にロサンゼルス・エンゼルスとマイナー契約を結ぶが、6月23日に自由契約となり、7月1日にブルーフィッシュと再契約した。
2017年2月1日に再びレイズとマイナー契約を結び、スプリングトレーニングに招待選手として参加することになったが、4月4日に自由契約となった。その後、4月6日に前年所属したブルーフィッシュと契約した。
2017年7月21日にアリゾナ・ダイヤモンドバックスとマイナー契約を結び、傘下のAA級ジャクソン・ジェネラルズに配属された。2018年3月17日に自由契約となった。2018年はどの球団にも所属しなかった。
2019年2月4日にレンジャーズとマイナー契約を結んだ。開幕は傘下のAAA級ナッシュビル・サウンズで迎え、5月31日にメジャー契約を結んでアクティブ・ロースター入りした。6月8日にDFAとなり、11日にマイナー契約でAAA級ナッシュビルへ配属された。8月13日に再びメジャー契約を結んでアクティブ・ロースター入りした。8月19日に再びDFAとなり、21日にマイナー契約でAAA級ナッシュビルへ配属された。9月30日にFAとなった。
2019年12月16日にシンシナティ・レッズとマイナー契約を結び、2020年のスプリングトレーニングに招待選手として参加することになった。2020年はマイナーリーグが開催されず、またメジャー昇格もなかったため、9月26日に公式戦での登板なくレッズをリリースされた。
2021年4月9日、マイナーリーグの薬物予防および治療の規定に違反したとして、1年間の出場停止処分を受けた。

## 詳細情報

### 年度別投手成績
| 年 度    | 球 団    | 登 板 | 先 発 | 完 投 | 完 封 | 無 四 球 | 勝 利 | 敗 戦 | セ 丨 ブ | ホ 丨 ル ド | 勝 率 | 打 者 | 投 球 回 | 被 安 打 | 被 本 塁 打 | 与 四 球 | 敬 遠 | 与 死 球 | 奪 三 振 | 暴 投 | ボ 丨 ク | 失 点 | 自 責 点 | 防 御 率 | W H I P |
| -------- | -------- | ----- | ----- | ----- | ----- | -------- | ----- | ----- | -------- | ----------- | ----- | ----- | -------- | -------- | ----------- | -------- | ----- | -------- | -------- | ----- | -------- | ----- | -------- | -------- | ------- |
| 2011     | HOU      | 34    | 0     | 0     | 0     | 0        | 1     | 3     | 1        | 3           | .250  | 125   | 27.2     | 28       | 3           | 13       | 7     | 4        | 29       | 2     | 1        | 9     | 9        | 2.93     | 1.48    |
| 2012     | HOU      | 30    | 0     | 0     | 0     | 0        | 0     | 2     | 0        | 2           | .000  | 143   | 29.2     | 43       | 4           | 14       | 3     | 1        | 27       | 2     | 0        | 21    | 20       | 6.07     | 1.92    |
| 2012     | TOR      | 3     | 0     | 0     | 0     | 0        | 0     | 0     | 0        | 0           | ----  | 20    | 2.2      | 8        | 1           | 2        | 1     | 1        | 4        | 0     | 0        | 10    | 9        | 30.38    | 3.75    |
| '12計    | TOR      | 33    | 0     | 0     | 0     | 0        | 0     | 2     | 0        | 2           | .000  | 163   | 32.1     | 51       | 5           | 16       | 4     | 2        | 31       | 2     | 0        | 31    | 29       | 8.07     | 2.07    |
| 2013     | ATL      | 56    | 0     | 0     | 0     | 0        | 4     | 1     | 0        | 12          | .800  | 256   | 65.2     | 45       | 5           | 20       | 3     | 3        | 74       | 4     | 0        | 13    | 13       | 1.78     | 0.99    |
| 2014     | ATL      | 65    | 0     | 0     | 0     | 0        | 6     | 4     | 0        | 19          | .600  | 259   | 61.0     | 61       | 5           | 16       | 0     | 3        | 67       | 1     | 0        | 27    | 24       | 3.45     | 1.26    |
| 2015     | NYY      | 22    | 0     | 0     | 0     | 0        | 0     | 1     | 0        | 2           | .000  | 82    | 18.2     | 20       | 3           | 7        | 1     | 1        | 11       | 0     | 0        | 11    | 10       | 4.82     | 1.45    |
| 2015     | WSH      | 8     | 0     | 0     | 0     | 0        | 0     | 0     | 0        | 4           | ----  | 25    | 6.0      | 5        | 1           | 2        | 0     | 0        | 4        | 1     | 0        | 1     | 1        | 1.50     | 1.17    |
| '15計    | WSH      | 30    | 0     | 0     | 0     | 0        | 0     | 1     | 0        | 6           | .000  | 107   | 24.2     | 25       | 4           | 9        | 1     | 1        | 15       | 1     | 0        | 12    | 11       | 4.01     | 1.38    |
| 2019     | TEX      | 4     | 0     | 0     | 0     | 0        | 0     | 0     | 0        | 0           | ----  | 19    | 3.1      | 4        | 0           | 4        | 0     | 0        | 2        | 0     | 0        | 4     | 2        | 5.40     | 2.40    |
| MLB：6年 | MLB：6年 | 222   | 0     | 0     | 0     | 0        | 11    | 11    | 4        | 42          | .500  | 929   | 214.2    | 214      | 22          | 78       | 15    | 13       | 218      | 10    | 1        | 96    | 88       | 3.69     | 1.36    |

- 2020年度シーズン終了時

### 背番号
- 67（2011年 – 2012年途中）
- 28（2012年途中 - 同年途中）
- 39（2012年途中 - 同年終了）
- 48（2013年 - 2014年、2015年途中 - 同年終了）
- 29（2015年 - 同年途中）
- 49（2019年）